# Rähnitz
Rähnitz ist ein Stadtteil von Dresden. Er liegt im Norden der sächsischen Landeshauptstadt in der Nähe zur Stadtgrenze.
Erstmals 1268 urkundlich erwähnt, wurde das Bauerndorf 1919 mit der neuen Gartenstadt Hellerau zur Gemeinde Rähnitz-Hellerau vereinigt, die 1938 in Hellerau umbenannt und 1950 nach Dresden eingemeindet wurde. Heute liegt es in der Gemarkung Hellerau, die zum Stadtbezirk Klotzsche gehört.

## Geografie
Rähnitz befindet sich nördlich knapp außerhalb des Elbtalkessels, etwa 8 Kilometer nördlich des Dresdner Stadtzentrums, der Inneren Altstadt. Es liegt auf der Anhöhe entlang der Lausitzer Verwerfung, die nach Süden in einer deutlichen Geländestufe zum Heller und nach Norden in Richtung Radeburg nur sehr gering abfällt. Die Erhebung bildet zugleich die untergeordnete Wasserscheide zwischen der Elbe und der Schwarzen Elster. Deshalb wird die Nordhälfte der Rähnitzer Flur über das Promnitztal und weiter über die Große Röder entwässert, die erst über 100 Kilometer weiter nordwestlich bei der Lutherstadt Wittenberg in die Elbe mündet. Der südliche Teil von Rähnitz liegt bereits im Einzugsgebiet des Olterbachs, der ein Verlorenes Wasser ist.
Benachbarte Stadtteile sind Hellerau im Osten, Wilschdorf im Westen und Hellerberge im Süden. Im Norden grenzt entlang der Stadtaußengrenze Dresdens bereits der zu Radeburg gehörige Ortsteil Volkersdorf an. Als Teil der Gemarkung Hellerau gehört Rähnitz zum statistischen Stadtteil Hellerau/Wilschdorf.
Der Ortskern am Bauernweg, in dem zahlreiche alte Drei- und Vierseithöfe erhalten geblieben sind, liegt in einer Höhe von 205 m ü. NN. Südlich schließt sich das mit Mehr- und Einfamilienwohnhäusern bebaute Stadtteilgebiet an, das im Wesentlichen einen Siedlungscharakter trägt. Der Bereich nördlich des alten Dorfkerns ist noch bis auf wenige Ausnahmen weitgehend unbebaut, allerdings wurden hier schon zahlreiche Straßen für das Gewerbegebiet Rähnitz (Airportpark) angelegt. Zu den wenigen Gebäuden in diesem Bereich zählt das Fotomaskenwerk AMTC von Globalfoundries.
Die wichtigste Straße in Rähnitz ist die Wilschdorfer Landstraße, die als Staatsstraße 81 als Autobahnzubringer für Coswig, Weinböhla und Umgebung dient und an der Anschlussstelle Dresden-Flughafen am Ostrand des Stadtteilgebiets auf die Bundesautobahn 4 trifft. Diese Staatsstraße wird in Rähnitz von der Radeburger Straße gekreuzt, die nach Süden zur Anschlussstelle Dresden-Hellerau und schließlich in die Innenstadt führt. Von Bedeutung ist ferner die Ludwig-Kossuth-Straße, die Boxdorf über Rähnitz mit Klotzsche verbindet.
Direkt nordöstlich von Rähnitz, auf der anderen Seite der A 4, befindet sich der Flughafen Dresden, in dessen Anflugschneise der Stadtteil liegt. Öffentliche Nahverkehrsmittel, die Rähnitz anfahren, sind die Straßenbahnlinie 8 sowie die Buslinien 70, 72, 78, 80 und 81 der Dresdner Verkehrsbetriebe. Außerdem werden Haltestellen in Rähnitz auch durch die Buslinie 478 der Verkehrsgesellschaft Meißen angefahren.

## Geschichte

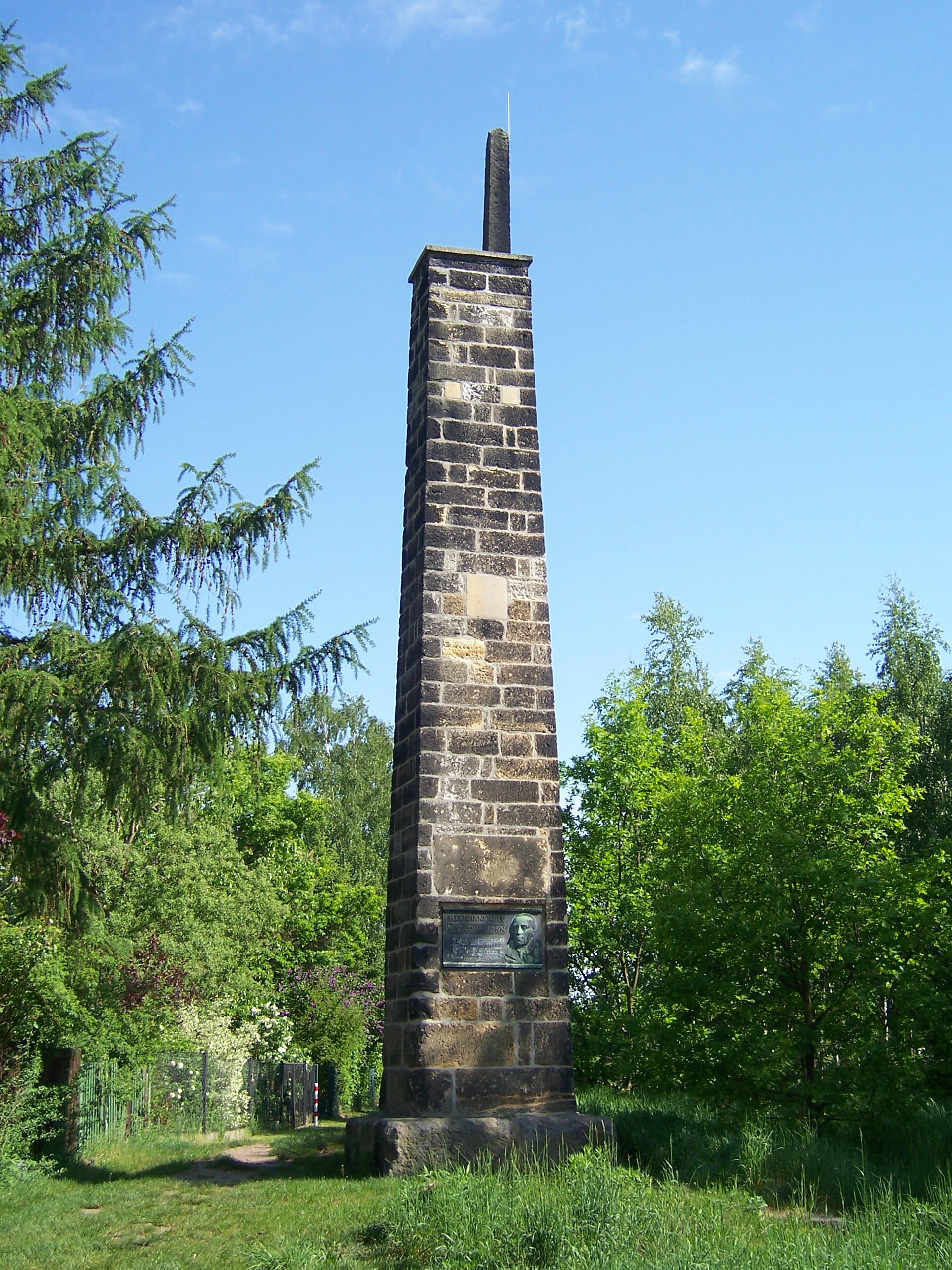
Meridiansäule von Wilhelm Gotthelf Lohrmann aus dem Jahr 1828

Der Ortsname Rähnitz ist slawischen Ursprungs und geht vermutlich auf Ronyz oder Ranis zurück, den Namen eines sorbischen Lokators. Er bedeutet somit ‚Dorf des Ronyz‘. Erstmals taucht 1242 die Namensform Ranis bei der Ersterwähnung des Nachbarorts Wilschdorf als Ranis maius („Großrähnitz“) auf. Demzufolge könnte Rähnitz ursprünglich Ranis minor (‚Kleinrähnitz‘) geheißen haben, jedoch ist diese Namensform nicht belegt. Nachdem sich der neue Name des Nachbardorfs wenig später durchgesetzt hatte, trug Rähnitz seinen Namen ohne Zusatz. Dies ist bereits in der urkundlichen Ersterwähnung des Dorfes als Ranis der Fall, die von 1268 datiert. In der Folge entwickelte sich der Ortsname jedoch über die unterschiedlichsten Formen. Aus dem 14. und 15. Jahrhundert sind Reynicz, Renis und Obir Reniß überliefert, im 16. Jahrhundert heißt das Dorf unter anderem Reynß und Regens. Im Jahre 1791 gibt es die Varianten Rähniß sowie Rähnis, bis der Ort 1812 schließlich unter seinem aktuellen Namen erwähnt wird, der sich anschließend allmählich durchsetzt. Außerdem existiert noch eine Vielzahl anderer Formen.
Besiedelt wurde das Hochland nördlich von Dresden im Gebiet zwischen Friedewald und Dresdner Heide zwischen 1150 und 1250, nachdem der Elbtalkessel im Gau Nisan vollständig erschlossen war. Auch Rähnitz wurde in dieser Zeit gegründet. Dessen Namensgeber sei, ähnlich wie in den Fällen der nahegelegenen Orte Boxdorf und Wahnsdorf, ein in die Deutsche Ostsiedlung einbezogener Mann sorbischer Abstammung gewesen. So erklärt sich, dass die für diese Phase typische Siedlungsform eines deutschen Straßenangerdorfs mit einem slawischen Ortsnamen zusammenfällt. Das Dorf war von einer gelängeartigen Streifenflur umgeben, die im Jahr 1900 eine Gesamtfläche von 525 Hektar aufwies.
Im Jahr 1441 werden in Rähnitz zwei Vorwerke erwähnt. Eines davon ist das Vorwerk Knapsdorf, auch als Niederes Vorwerk bezeichnet, nahe der Dresdner Stadtgrenze zu Radeburg. Bis 1310 hatte es sich im Besitz des Dresdner Maternihospitals befunden. In der Folge der Reformation wurden 1547 die Vorwerksländereien auf einige Bauern aus Volkersdorf und Marsdorf sowie fünf Rähnitzer Bauern aufgeteilt. Letztere wohnten alle im westlichen Teil (zwischen Hellerstraße und Radeburger Straße) des am heutigen Bauernweg gelegenen Dorfkerns und bildeten bis ins 19. Jahrhundert die sogenannte Klöppelgemeinde, die ihren Namen durch die Tradition erhielt, dass ihre Mitglieder durch das Läuten von Klöppeln zu Versammlungen gerufen wurden. Die Rähnitzer Klöppelgemeinde wurde vom kurfürstlichen Amt Moritzburg verwaltet.
Im Unterschied dazu bildeten die Bauern des neuschriftsässigen Oberen Vorwerks, das sich in Rähnitz selbst befand, die sogenannte Bullengemeinde. Diese Bezeichnung rührt daher, dass im östlichen Teil des Dorfes ein männliches Hausrind gehalten wurde, um regelmäßig die Rähnitzer Kühe zu decken. Die Bullengemeinde unterstand dem Rittergut Döhlen im heutigen Freital und damit dem Amt beziehungsweise der späteren Amtshauptmannschaft Dresden. Die Zweiteilung des Dorfes hatte noch bis 1836 Bestand.
In beiden Teilen hatten die Bewohner Frondienste für ihre jeweiligen Grundherren zu leisten. Sie lebten von der Belieferung der nahen Residenzstadt Dresden mit landwirtschaftlichen Erzeugnissen; der Verbindungsweg zwischen der Inneren Neustadt und Rähnitz heißt auf einem kurzen Abschnitt nahe dem Neustädter Markt bis heute Rähnitzgasse. Später ließen sich auch zahlreiche Häusler in Rähnitz nieder, die oftmals in Dresden als Bauhandwerker arbeiteten. Eine Dorfschmiede wurde erstmals 1590 erwähnt, um 1600 gingen die Einwohner außerdem der Vogelstellerei nach. Kurfürst Johann Georg II. erteilte 1673 einem seiner Kammerjunker die Genehmigung zur Anlage eines Weinguts im Süden der Rähnitzer Flur, aus welchem die Ausflugsgaststätte Hellerschänke hervorging. Gegen Ende des 18. Jahrhunderts wurde im Norden von Rähnitz eine hölzerne Bockwindmühle errichtet und 1804 durch einen Steinbau ersetzt. Sie blieb bis 1904 in Betrieb und musste später, bedingt durch den Flughafenbau, abgerissen werden. Während der Befreiungskriege wurde Rähnitz 1813 stark in Mitleidenschaft gezogen. Am Bauernweg erinnert ein anlässlich des hundertsten Jubiläums 1913 aufgestellter Gedenkstein an die damaligen Kämpfe. Viele der Gehöfte sind wegen der damaligen, oft irreparablen Beschädigungen auch jünger als 200 Jahre.
Seit 1828 steht in Rähnitz eine Meridiansäule. Diese zehn Meter hohe Sandsteinsäule bildet den nördlichen Endpunkt des Vermessungssystems von Wilhelm Gotthelf Lohrmann und wird im Volksmund wegen ihrer Form „Butterstampe“ genannt. Weitere Messpunkte befanden sich am Zwinger in der Inneren Altstadt Dresdens sowie bei Rippien; zusammen ergaben sie eine exakte Nord-Süd-Linie.

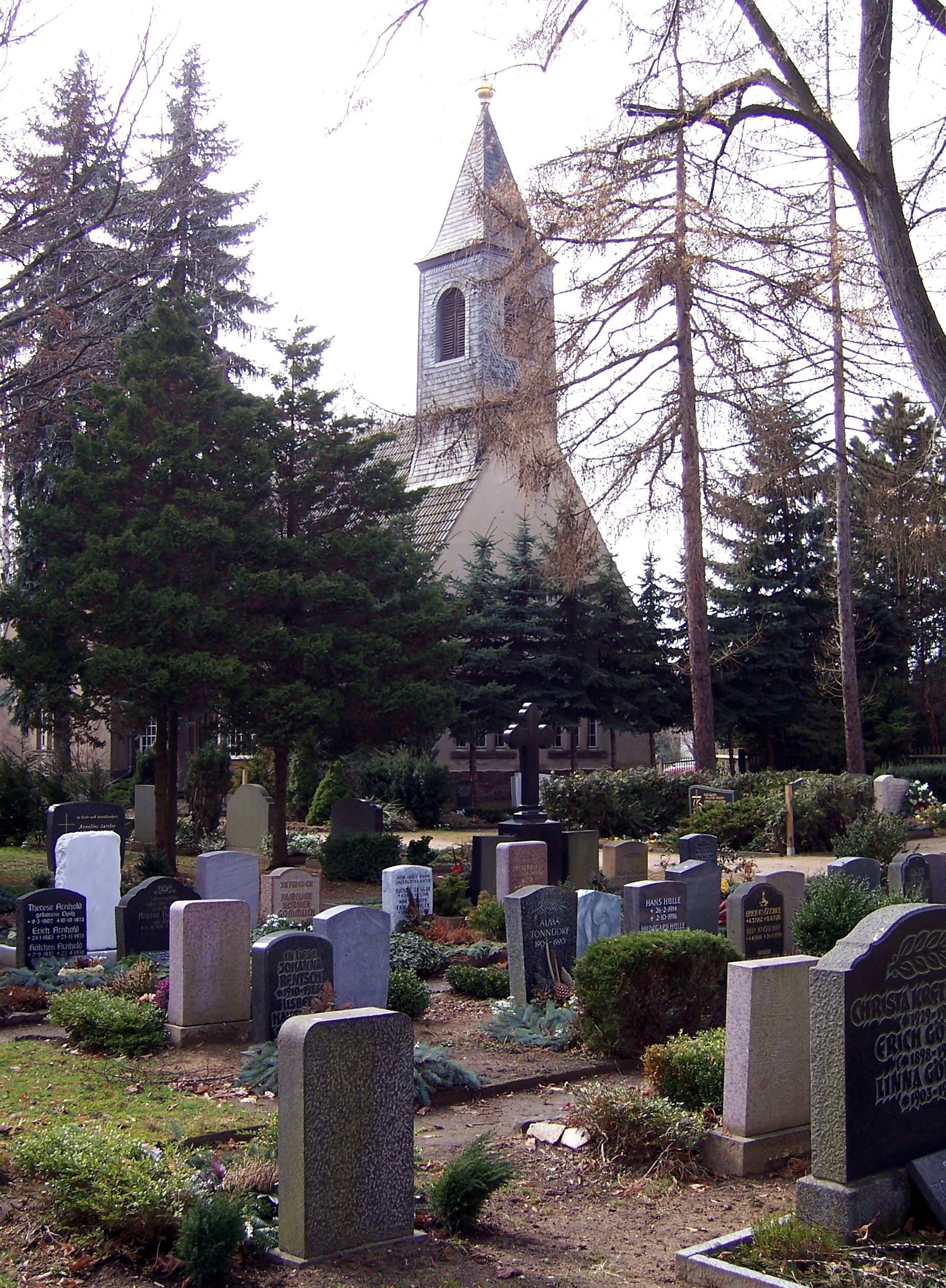
Rähnitzer Kirche mit dem Kirchfriedhof

Im Jahr 1840 wurde Rähnitz zur Landgemeinde. Bereits ein Jahr zuvor wurde an der Dorfstraße (jetzt Bauernweg) das erste eigene Schulhaus des Dorfes errichtet, wodurch Rähnitz einen selbständigen Schulbezirk bildete. Zuvor gingen die Rähnitzer Kinder nach Reichenberg zur Schule, beziehungsweise wurden ab 1707 nach der Methode des Reihenzugs nacheinander in verschiedenen Bauernhäusern von Rähnitz unterrichtet. Im Jahr 1886 erbaute man ein neues Schulgebäude an der Hellerstraße 4, in dem der Schriftsteller Kurt Gerlach, unter anderem der Vater der Schriftsteller Hubert Gerlach und Tine Schulze-Gerlach und über diese der Großvater von Hartmut Schulze-Gerlach, als Lehrer tätig war. Ein Jahrzehnt später wurde das Gebäude durch einen als Kindertagesstätte genutzten Anbau ergänzt, da die Bevölkerungszahl in dieser Zeit stark anstieg. Heute, im Jahr 2018, wird das gesamte Gebäude als Kindertagesstätte genutzt.  Dies war auch der Grund dafür, dass der seit seinem Bestehen zur Parochie Reichenberg gehörige Ort 1899 zunächst einen eigenen Friedhof anlegen ließ, 1904 eine Kirche baute und schließlich 1913 kirchlich eigenständig wurde. Auf dem Friedhof befindet sich ein Denkmal für die Gefallenen des Ersten Weltkriegs. In den Jahren vor 1900 entstand südlich des Ortskerns unter Gemeindevorsteher Friedrich Wilhelm Becker eine erste Kleinhaussiedlung, die in den späteren Jahrzehnten schrittweise erweitert wurde.
Der Aufbau der Gartenstadt Hellerau auf einer Fläche von 140 Hektar, die den Rähnitzer und Klotzscher Bauern abgekauft worden war, begann 1909 und wurde unter anderem durch den damaligen Rähnitzer Gemeindevorstand Schlenker unterstützt. Die moderne Gartenstadt begünstigte zwar auch die Entwicklung von Rähnitz, überflügelte aber bald das alte Bauerndorf. Schon 1919 vereinigten sich beide Gemeinden unter dem Namen Rähnitz-Hellerau, 1938 schließlich wurde der Name der Gemeinde in Hellerau geändert und Rähnitz als Hellerau II geführt. Aus diesem Grund heißt die eigentliche Rähnitzer Flur heute offiziell Gemarkung Hellerau. Opfer der damaligen Modernisierung wurden zum Beispiel die alte Dorflinde sowie der 1929 zugeschüttete Dorfteich auf dem Anger. Von 1937 bis 1938 lief der Bau der Reichsautobahn Dresden–Bautzen, auch die Straßenbahn wurde in den 1930er Jahren nach Rähnitz verlängert. Zu drastischen Einschnitten kam es im gleichen Jahrzehnt auch durch die Neuanlage des Dresdner Flughafens, dessen Rollbahn teilweise auf Rähnitzer Feldern erbaut wurde; 13 Bauern aus Rähnitz wurden dafür enteignet. Im Zweiten Weltkrieg kam es nur vereinzelt zu Schäden, allerdings zerstörte am 17. April 1945 eine der letzten im Zuge der Luftangriffe auf Dresden abgeworfenen Fliegerbomben ein Gebäude im Dorfkern (Gedenktafel am Stallgebäude).
Zum 1. Juli 1950 wurde Hellerau mit Rähnitz nach Dresden eingemeindet. In der Zeit der DDR existierten in Rähnitz seit 1953 mit der LPG Kurt Schlosser und der LPG Heideblick zwei Landwirtschaftliche Produktionsgenossenschaften sowie einige kleinere Industriebetriebe. Das praktische Ende der landwirtschaftlichen Nutzung mit der Wende schuf Platz für die Erschließung eines Gewerbegebiets im Norden von Rähnitz ab 1998. Bekanntheit erlangte der Stadtteilname von 1993 bis 2013 auch durch die überregionale Präsenz des Frauenfußballvereins 1. FFC Fortuna Dresden-Rähnitz (seit 2013: Fortuna Dresden).

### Einwohnerentwicklung
| Jahr | Einwohner                                            |
| ---- | ---------------------------------------------------- |
| 1547 | 34 besessene Mann, 5 Gärtner, 3 Häusler, 10 Inwohner |
| 1764 | 35 besessene Mann, 9 Gärtner, 8 Häusler              |
| 1834 | 298                                                  |
| 1871 | 435                                                  |
| 1890 | 717                                                  |
| 1910 | 2655                                                 |